# Monkey (nummer)
Monkey is een nummer van zanger George Michael. Het nummer werd uitgebracht als vijfde single van zijn debuutalbum als soloartiest Faith.
Het nummer behaalde de eerste plaats in de Amerikaanse hitlijst Billboard Hot 100. Hiermee werd het Michaels achtste nummer 1-hit in dit land, waarvan de vierde op rij. Hiermee schaarde hij zich tussen Michael Jackson en Whitney Houston, die in 1987 en 1988 eveneens vier opeenvolgende nummer 1-hits hadden. Jackson wist er zelfs nog een vijfde te behalen. In Nederland had het nummer iets minder succes; het was de eerste single van Michael die niet in de top vijf van de Nederlandse Top 40 belandde, Monkey strandde namelijk op de zesde plaats.
Het lied gaat over een relatie met iemand die drugs gebruikt. In het Engels betekent de uitdrukking "to have a monkey on one's back" verslaafd aan drugs zijn. De zanger vraagt in het lied aan iemand om te kiezen voor hem of voor de drugs: "Why can't you do it, why can't you set your monkey free, alsways giving in to it, do you love your monkey or do you love me?"

## Hitnotering
| Monkey in de Nederlandse Top 40 - binnen: 23 juli 1988 | Monkey in de Nederlandse Top 40 - binnen: 23 juli 1988 | Monkey in de Nederlandse Top 40 - binnen: 23 juli 1988 | Monkey in de Nederlandse Top 40 - binnen: 23 juli 1988 | Monkey in de Nederlandse Top 40 - binnen: 23 juli 1988 | Monkey in de Nederlandse Top 40 - binnen: 23 juli 1988 | Monkey in de Nederlandse Top 40 - binnen: 23 juli 1988 | Monkey in de Nederlandse Top 40 - binnen: 23 juli 1988 | Monkey in de Nederlandse Top 40 - binnen: 23 juli 1988 |
| Week                                                   | 1                                                      | 2                                                      | 3                                                      | 4                                                      | 5                                                      | 6                                                      | 7                                                      | 8                                                      |
| ------------------------------------------------------ | ------------------------------------------------------ | ------------------------------------------------------ | ------------------------------------------------------ | ------------------------------------------------------ | ------------------------------------------------------ | ------------------------------------------------------ | ------------------------------------------------------ | ------------------------------------------------------ |
| Nummer                                                 | 25                                                     | 14                                                     | 9                                                      | 6                                                      | 8                                                      | 17                                                     | 35                                                     | uit                                                    |